# John D. Kraus

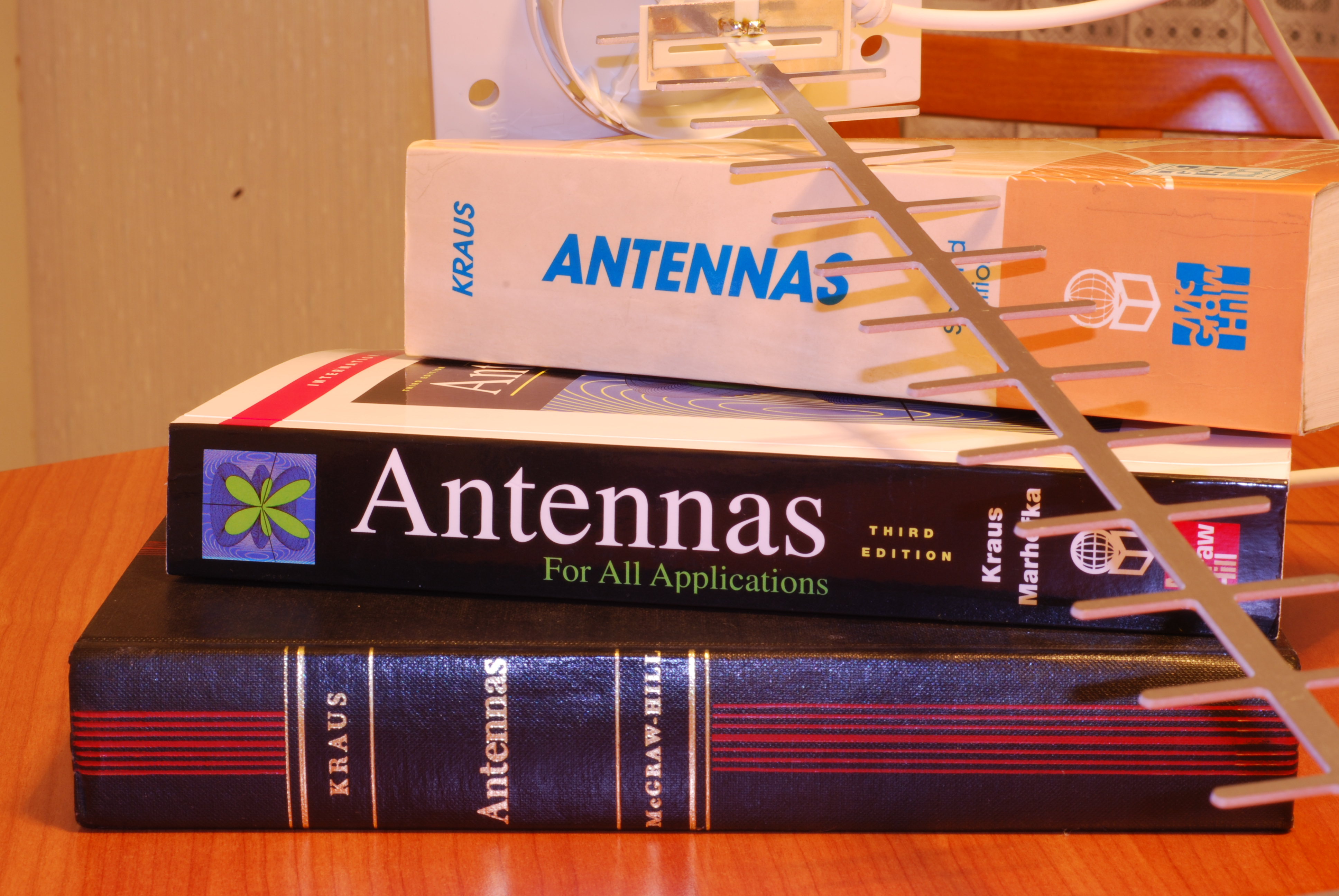
Fachbücher von John D. Kraus

John Daniel Kraus (* 28. Juni 1910 in Ann Arbor; † 18. Juli 2004 in Delaware (Ohio)) war ein US-amerikanischer Physiker.
Kraus studierte Physik an der University of Michigan. Er erfand die Winkelreflektorantenne, die er zum Patent anmeldete, ebenso die Helixantenne. Ab 1946 unterrichtete er an der Ohio State University. 1954 wurde er IEEE Fellow und 1972 Mitglied der National Academy of Engineering. Im Jahr 1985 war er Preisträger der IEEE Edison Medal. Sein Amateurfunkrufzeichen war W8JK.
Er war seit 1941 mit Alice Nelson Kraus verheiratet. Das Paar hatte zwei Söhne. Sein Vater war der Mineraloge und Kristallograph Edward H. Kraus.

## Werke
- Antennas. 1. Auflage. McGraw-Hill, 1950
- Antennas for all Applications, gemeinsam mit Ronald J. Marhefka, 3. Auflage, McGraw-Hill, 2002, ISBN 0-07-123201-X.
- Electromagnetics. 5. Auflage. McGraw-Hill, 2005, ISBN 978-0-07-116429-0.
- Radio Astronomy. 2. Auflage. Cygnus-Quasar Books, 1986, ISBN 1-882484-00-2.